# Обри Стар
Обри Стар (англ. Aubrey Star; род. 25 апреля 1995, Флорида) — американская порноактриса.

## Биография
Обри Стар, сценический псевдоним, родилась в штате Флорида в апреле 1995 года в семье с венгерскими и итальянскими корнями. О её жизни мало что известно до 2014 года, когда в 19 лет он решил заняться съёмками в порно.
Как порноактриса она работала на студиях Jules Jordan Video, New Sensations, Girlfriends Films, Sweetheart Video, Digital Sin, Colette, Tushy, Girlfriends Films или Reality Kings.
В 2016 году она впервые участвовала в сценах двойного проникновения и межрасового секса в фильме Ultimate Fuck Toy — Aubrey Star.2
В том же году она была дважды номинирована на XBIZ Awards: в категориях «Артистка года-лесбиянка» и «Лучшая лесбийская сцена» за фильм «Лесбийские треугольники 30.4».
Известны её съёмки в более 110 фильмах, среди них: «Лесбийский роман» 2, «Анальная красота» 2, «Безумное кормление» 12, «Первое лесбийское лето» «Охотник за плотью» 13, «Уроки леди», «Миа любит девушек», «Сестринская любовь» и «Щенки-шлюхи».

## Награды и номинации
| Год  | Награда                     | Результат | Категория                                                   | Фильм                          |
| ---- | --------------------------- | --------- | ----------------------------------------------------------- | ------------------------------ |
| 2016 | Spank Bank Awards           | Номинация | Countess of Contortionism                                   | н/д                            |
| 2016 | Spank Bank Awards           | Номинация | Pussy Eating Princess of the Year                           | н/д                            |
| 2016 | Spank Bank Awards           | Номинация | Masturbator of the Year                                     | н/д                            |
| 2016 | Spank Bank Awards           | Номинация | Porn’s Next Superstar                                       | н/д                            |
| 2016 | Spank Bank Awards           | Номинация | Customs Making Mogul of the Year                            | н/д                            |
| 2016 | Spank Bank Technical Awards | Победа    | Best Use of «Me Time»                                       | н/д                            |
| 2016 | XBIZ Award                  | Номинация | Лесбийская исполнительница года                             | н/д                            |
| 2016 | XBIZ Award                  | Номинация | Лучшая сцена секса — только девушки (вместе с Тарой Морган) | Lesbian Triangles 30           |
| 2017 | AVN Awards                  | Номинация | Лучшая сцена группового секса                               | Flesh Hunter 13                |
| 2017 | AVN Awards                  | Номинация | Лучшая сцена триолизма                                      | Ultimate Fuck Toy: Aubrey Star |
| 2017 | Spank Bank Awards           | Номинация | Most Adorable Slut                                          | н/д                            |
| 2017 | Spank Bank Awards           | Номинация | Most Energetic Fuck Bunny                                   | н/д                            |
| 2017 | Spank Bank Awards           | Номинация | Tightest Twat                                               | н/д                            |